# Chlorocypha dahli
Chlorocypha dahli (лат.) — вид стрекоз из семейства Chlorocyphidae. Африка: Камерун (также есть неподтверждённое нахождение в Конго-Браззавиль). Рассматривается МСОП в статусе Виды, для оценки угрозы которым недостаточно данных.

## Описание
Среднего размера стрекозы. Экология неизвестна, но, вероятно, в ручьях, затенённых лесом или на открытых участках. Возможно, часто с погружёнными в воду корнями, мёртвыми стволами или ветвями и/или грубым детритом. Встречается на высотах от 100 до 900 м над уровнем моря.